# Městské části Splitu

Znak města Splitu

Městské části Splitu dnes tvoří 28 správních jednotek chorvatského města Split. 

## Staré čtvrti Splitu

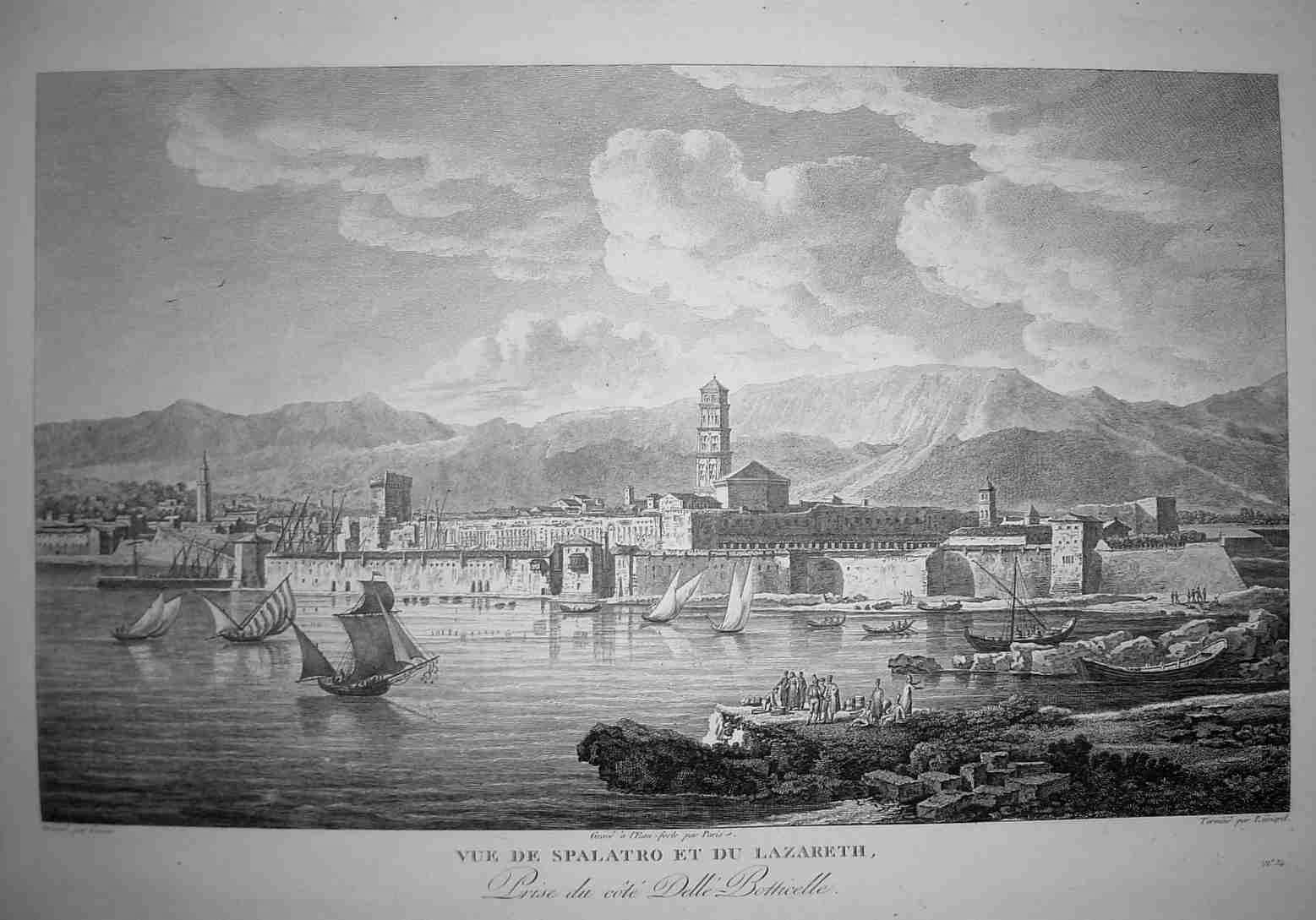
Split okolo roku 1800

Původní staré čtvrti Splitu byly Grad a předměstí (varoše), které se dále dělily na Veli Varoš, Dobri, Manus a Lučac. Dnešní administrativní rozdělení městských částí Splitu se nemusí nutně shodovat s těmito čtvrtěmi. 

### Grad

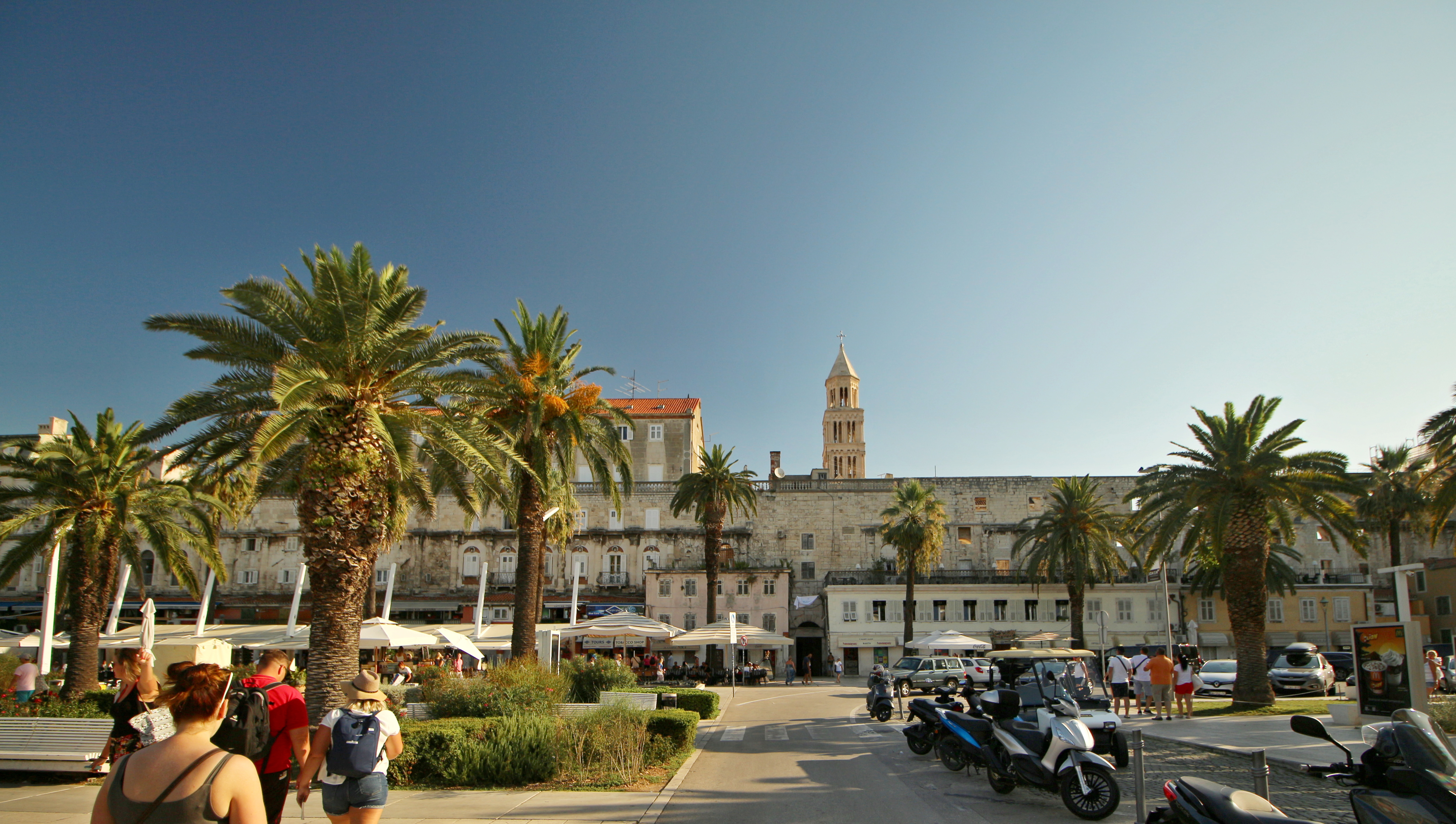
Grad – splitské staré město a Diokleciánův palác

Nejstarší část Splitu s názvem Grad (v chorvatštině výraz obecně pro město) vznikla v raném středověku, nejprve v opevněném římském císařském paláci (Stari grad / Staré Město) postaveném císařem Diokleciánem (Diokleciánův palác), na konci 3. století a dle pověsti je založili uprchlíci z nedalekého římského města Salona, zničeného v 7. století Avary. V pozdním středověku se jeho rozloha zdvojnásobila a osada se rozšířila směrem na západ (Novi grad / Nové Město). Do počátku 19. století byl obklopen hradbami.  
Kvůli své historické hodnotě a zacholosti je Staré město zapsáno na seznam světového dědictví UNESCO. Zvláště významným objektem mezi nimi je Diokleciánův palác s katedrálou sv. Domnia (sv. Dujama) a také jeho další středověké románské a gotické části. 

### Varoš
Od středověku se kolem Gradu, pozdějším Splitu, rozvíjela předměstí (varoše). Na rozdíl od patricijského středu města, žil kdysi v celkem čtyřech předměstských čtvrtích výhradně prostý lid, rolníci a rybáři. Jsou to od západu na východ: Veli varoš, Dobri, Manuš a Lučac. Největším a současně nejstarším z nich je Veli varoš, poté dle velikosti následoval Lučac, pak Dobri a nakonec nejmenší Manuš. (Lučac a Manuš dnes tvoří jednu část – Lučac-Manuš).  
Od 19. století ke skromné chudinské zástavbě začaly přibývat reprezentativnější městské domy, zejména v nejbližší části Veli Varoš (Varoš) a následná výstavba vil ve vnějších částech a směrem k další části splitského poloostrova, kde žije majetnější obyvatelstvo, opouštějící přelidněné městské části.  
V 1. polovině 20. století s expanzí Splitu na základě moderních urbanistických kritérií, byly všechny výše uvedené části města sjednoceny a byla umožněna jeho další expanze. 

## Moderní čtvrti
| Městská část    | Počet obyvatel | Plocha (km²) | Hustota (ob./km²) | Poloha na mapě Splitu |
| --------------- | -------------- | ------------ | ----------------- | --------------------- |
| Bačvice         | 3.347          | 1,19 km²     | 2.812 ob./km²     | Karte                 |
| Blatine-Škrape  | 6.777          | 0,23 km²     | 29.465 ob./km²    | Karte                 |
| Bol             | 11.550         | 0,52 km²     | 22.212 ob./km²    | Karte                 |
| Brda            | 6.188          | 1,68 km²     | 3.683 ob./km²     | Karte                 |
| Grad            | 7.571          | 0,42 km²     | 18.026 ob./km²    | Karte                 |
| Gripe           | 6.739          | 0,32 km²     | 21.059 ob./km²    | Karte                 |
| Kman            | 5.882          | 0,33 km²     | 17.824 ob./km²    | Karte                 |
| Kocunar         | 4.376          | 0,17 km²     | 25.741 ob./km²    | Karte                 |
| Lokve           | 7.173          | 0,21 km²     | 34.157 ob./km²    | Karte                 |
| Lovret          | 9.290          | 1,62 km²     | 5.735 ob./km²     | Karte                 |
| Lučac-Manuš     | 6.840          | 0,36 km²     | 19.000 ob./km²    | Karte                 |
| Mejaši          | 5.304          | 3,61 km²     | 1.473 ob./km²     | Karte                 |
| Meje            | 4.196          | 1,50 km²     | 2.797 ob./km²     | Karte                 |
| Mertojak        | 7.503          | 0,40 km²     | 18.756 ob./km²    | Karte                 |
| Neslanovac      | 3.672          | 0,97 km²     | 3.786 ob./km²     | Karte                 |
| Plokite         | 6.677          | 0,24 km²     | 27.821 ob./km²    | Karte                 |
| Pujanke         | 9.502          | 0,40 km²     | 23.755 ob./km²    | Karte                 |
| Ravne njive     | 5.812          | 0,39 km²     | 14.903 ob./km²    | Karte                 |
| Sirobuja        | 2.295          | 0,95 km²     | 2.416 ob./km²     | Karte                 |
| Spinut          | 8.788          | 1,21 km²     | 7.263 ob./km²     | Karte                 |
| Split 3         | 10.320         | 0,56 km²     | 18.429 ob./km²    | Karte                 |
| Sućidar         | 10.720         | 0,47 km²     | 22.809 ob./km²    | Karte                 |
| Trstenik        | 7.016          | 0,67 km²     | 10.472 ob./km²    | Karte                 |
| Varoš           | 5.697          | 2,22 km²     | 2.566 ob./km²     | Karte                 |
| Visoka          | 4.817          | 0,51 km²     | 9.445 ob./km²     | Karte                 |
| Žnjan-Pazdigrad | 8.965          | 1,93 km²     | 4.3 ob./km        | Karte                 |
| Celkem:         | 174.276        | 22,81 km²    | 7.344 obyv./km²   |                       |

## Městská aglomerace Splitu
| Vyrovnání    | Počet obyvatel | Plocha ( km² ) | Hustota (ob./km²)    |
| ------------ | -------------- | -------------- | -------------------- |
| Split        | 174 276        | 22,81 km²      | 7 344 ob./km²        |
| Donje Sitno  | 314            | 4,74 km²       | 66 ob./km²           |
| Gornje Sitno | 351            | 14,25 km²      | 25 ob./km²           |
| Kamen        | 2 175          | 2,67 km²       | 815 ob./km²          |
| Slatine      | 947            | 10,67 km²      | 89 ob./km²           |
| Srinjine     | 1348           | 11,62 km²      | 116 ob./km²          |
| Stobreč      | 2 602          | 1,02 km²       | 2 551 ob./km²        |
| Žrnovnica    | 2 479          | 11,52 km²      | 215 ob./km²          |
| Celkem:      | 184 947        | 79,92 km²      | 2 286 obyvatel / km² |